# Paranho de Areia
Paranho de Areia é uma zona na parte de Aver-o-Mar da cidade da Póvoa de Varzim em Portugal.
Como lugar da freguesia de Aver-o-Mar, apresentava 1620 habitantes no censo de 2001. No Plano de Urbanização da Póvoa de Varzim, parte dessa população e território esta incluída no Agro-Velho.
A costa salpicadas de extensas penedias, em meados do século XIX, nos intervalos desses penedos formam-se portas naturais, por onde, nos dias de bom tempo, saíam os bateis de pesca, que muitas vezes nem voltavam devido aos grandes temporais nas grandes longitudes a que os pescadores se aventuravam para trazer congros, pescada e ruivos agigantados e a grande abundância de raia, peixe agulha e pargo que por lá havia. Esta povoação poveira, hoje um bairro da cidade, desenvolveu-se assim, em tempos recentes, com o porto natural composto por dois flancos rochosos na Praia do Farol ou dos Pescadores, onde foram erguidos dois faróis, um na praia, outro em terra para servir o enfiamento do pequeno porto.
Tornou-se, assim, no lugar mais povoado da freguesia, onde a prática da Ala-arriba era ainda comum por toda a década de 1980. O baldio junto à praia que se denominava fieiro, anteriormente dunar, era o local onde as mulheres locais aproveitavam para conversar em dias de sol sobre aspectos da vida local, uma pratica cultural poveira denominada soalheiro.
Neste baldio encontrava-se o antigo quartel da Guarda Fiscal, posteriormente usada como escola primária, subsiste ainda hoje em ruína. Era também conhecido pelo grande número de medas de sargaço, formando labirintos de sargaço, usados pelas crianças locais para jogos tradicionais como o fiquinha (o jogo tradicional "apanhada") e às agachadelas (esconde-esconde). Este terreno foi comprado pela câmara municipal da Póvoa de Varzim a uma empresa que tinha tomado posse do espaço.